# Ray LaHood

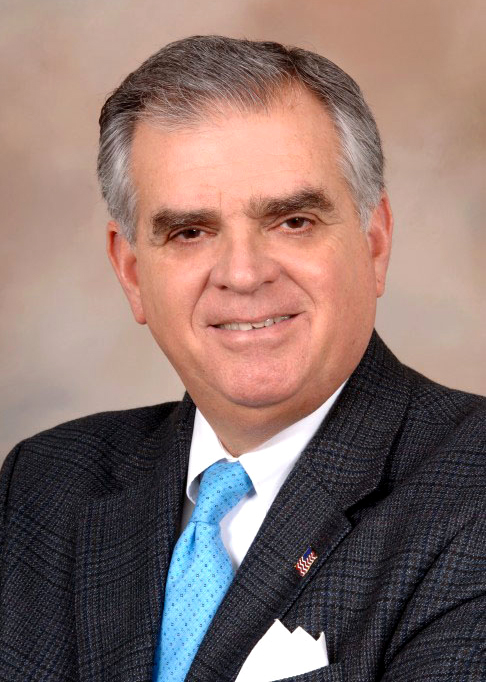
Ray LaHood

Raymond H. LaHood (* 6. Dezember 1945 in Peoria, Illinois) ist ein US-amerikanischer Politiker der Republikanischen Partei, der vom 22. Januar 2009 bis 2. Juli 2013 als Verkehrsminister der Vereinigten Staaten im Kabinett des demokratischen US-Präsidenten Barack Obama amtierte. Zuvor hatte LaHood seit 1995 dem US-Repräsentantenhaus als Vertreter des 18. Wahldistrikts von Illinois angehört.

## Leben
Ray LaHood, der libanesisch-deutscher Abstammung ist, besuchte die Bradley University in seinem Heimatort Peoria, wo er seinen Abschluss in Erziehungswissenschaften machte. In der Folge war er als Lehrer an einer High School, für eine Jugendhilfeeinrichtung im Rock Island County sowie als Mitarbeiter der Kongressabgeordneten Tom Railsback und Robert H. Michel tätig. 1982 begann er dann selbst eine politische Laufbahn und wurde Abgeordneter im Repräsentantenhaus von Illinois.
Als Michel in den Ruhestand ging, trat Ray LaHood dessen Nachfolge im Kongress an. Im Zuge der Republican Revolution wurde er 1994 ins Repräsentantenhaus gewählt. Dort war er allerdings einer von nur drei republikanischen Abgeordneten, die den Contract with America von Mehrheitsführer Newt Gingrich nicht unterzeichneten.
Nach seiner ersten Wahl ins Repräsentantenhaus wurde LaHood weitere sechs Male als Abgeordneter bestätigt, davon zweimal ohne Gegenkandidat. Er vertritt den 18. Wahldistrikt, der die Städte Jacksonville, Peoria und Springfield umfasst. Zuletzt gewann er 2006 mit 67:33 Prozent der Stimmen gegen Steve Waterworth. 2008 bewarb er sich nicht um die Wiederwahl; der Sitz ging an den Republikaner Aaron Schock, der sein Mandat Anfang 2009 angetreten hat. Eine ins Auge gefasste Kandidatur gegen Gouverneur Rod Blagojevich verwarf LaHood im Jahr 2005, da er außerhalb seines Wahlbezirks als nicht populär genug galt.
Im Kongress machte sich Ray LaHood einen Namen, indem er bei mehr Debatten den Vorsitz führte als jeder andere Abgeordnete. So stand er unter anderem auch der Abstimmung über das Impeachment von Präsident Bill Clinton im Dezember 1998 vor. Er ist Mitglied der Republican Main Street Partnership, eines Zusammenschlusses gemäßigter Republikaner. Als entschiedener Verfechter des Erbes von Abraham Lincoln verfasste er einen Gesetzentwurf zur Einberufung einer Kommission, welche die Feierlichkeiten zum 200. Geburtstag des 16. US-Präsidenten im Jahr 2009 koordiniert.

### Minister
Am 19. Dezember 2008 gab der gewählte Präsident Obama die Nominierung LaHoods als Nachfolger von Mary Peters an der Spitze des Verkehrsministeriums bekannt. Kritiker bemängeln, dass er zuletzt nicht mehr dem Ausschuss für Verkehr und Infrastruktur des Repräsentantenhauses angehört hatte, und sehen seine Berufung eher als symbolischen Akt, bedingt durch seine Zugehörigkeit zu den Republikanern, an. Am 21. Januar 2009 erfolgte die Bestätigung seiner Ernennung per Akklamation durch den Senat.
Im März 2021 wurde bekannt, dass LaHood illegale Gelder angenommen und dies bei seiner Befragung wissentlich verschwiegen hatte.
Im US-Präsidentschaftswahlkampf 2024 unterstützte LaHood die Kampagne Republicans for Harris.

### Familie
Ray LaHood ist der Vater des Kongressabgeordneten Darin LaHood.